# Raquel Garza
Raquel Garza (Tampico, Tamaulipas, 28 de abril de 1967) é uma atriz e comediante mexicana conhecida por seu personagem "Terê, a secretária".

## Biografia
Raquel Garza nasceu em 1967 em Tampico, Tamaulipas. Raquel é casada e tem duas filhas gêmeas. Também faz parte da Liga Latina Improvisação.
Ela era assistente de Sandi e Ari Wizard Wizard Krotani. Raquel Garza estreou em 1984 no teatro com a peça O Amor de Don Perlimplín e Belisa no Jardim Farsa de Don Cristóbal. Ela também fez várias temporadas da obra Don Juan Tenorio e fez diversas dublagens.
Na rádio, participou da Razão e o Coração, Will é Poder, Elfos e As Aventuras de Don Procopio. No cinema, participou do Faça fita de Beverly Hills.
Raquel Garza fez aparições em telenovelas, bem como, Ramona, Amor real e Bridal Veil. Também apareceu em vários episódios de Casos da mulher da vida real.
Em 2006 trabalhou na novela La fea más bella como a cômica Sara Patino.
Em 2010 apresentou o programa TV Millones, ao lado de Raul Araiza e Penelope Menchaca. Atualmente participou na telenovela Muchacha italiana viene a casarse e participa de Pasión y poder

## Filmografia
- Los Hilos del Pasado... (2025 - 2026)... Catalina
- Médicos, línea de vida ... (2019-2020) ... Elena Estrada de Juárez
- Amar a muerte ... Bárbara (2018-2019)
- Tenías que ser tú... Maribel / Amanda (2018)
- Pasión y poder ... Petra (2015-2016)
- La hija de Moctezuma ... "Brígida Troncoso/La Gober Preciosa" (2014)
- "Muchacha italiana viene a casarse"... "Adela" (2014-2015)
- "Estrella2" .... Varios personajes (2013)
- "Todo incluido"...."Anita "la recamarera" (2013)
- "Corona de lágrimas"...." Martina Requena Vda. de Durán (2012-2023)
- "Miss XV"...." Catalina de los Monteros y Galicia de García de Contreras (2011-2012)
- "TV Millones"...." Conductora (2010)
- "Décadas"...." Experta de la década de los 90´ (2010)
- "Hazme reír y serás millonario"...." (2009)
- "Atrévete a soñar" .... Nina (2009)
- "Las tontas no van al cielo" .... Hortensia "la secretaria" (2008)
- "Amor sin maquillaje" (2007)
- "Objetos perdidos" .... Varios personajes (2007)
- "La fea más bella" .... Sara Patiño.(2006-2007)
- "La oreja" .... Tere "la secretaria" (2002-2007)
- "Vida TV" .... Tere "la secretaria" (2002-2005)
- "Vas o no vas con Boletazo" .... (2004)
- "La parodia" .... (2004)
- "Otro rollo con: Adal Ramones" .... Tere "la secretaria" (2004)
- "Big Brother VIP: México" .... Tere "la secretaria" (2004)
- "Con todo" (2004) .... Tere "la secretaria"
- "Mujer, casos de la vida real" (6 episodios, 2000-2004)
- "Amor real" (2003)
- "Las vías del amor" .... Tere "la secretaria" (2002)
- "Gente bien" .... Martita (1997)

## Prêmios
Premios TVyNovelas (México)
| Ano  | Categoria                 | Programa | Resultado |
| ---- | ------------------------- | -------- | --------- |
| 2003 | Melhor Atuação de Comédia | La Oreja | Venceu    |

Diosas de Plata
| Ano  | Categoria          | Filme                | Resultado |
| ---- | ------------------ | -------------------- | --------- |
| 2015 | Revelação Femenina | La hija de Moctezuma | Venceu    |